# Asterina gibbosa
Espèce
Synonymes
- Asterias exigua Delle Chiaje, 1827[1]
- Asterias gibbosa Pennant, 1777[1]
- Asterias papyracea Konrad, 1814[1]
- Asterias pulchella de Blainville, 1834[1]
- Asterias umbilicata Konrad, 1814[1]
- Asterias verruculata Bruzelius, 1805[1]
- Asterina crassispina H.L. Clark, 1928[1]
- Asterina minuta Nardo, 1834[1]
- Asteriscus arrecifensis Greeff, 1872[1]
- Asteriscus ciliatus Lorenz, 1860[1]
- Asteriscus gibbosa (Pennant, 1777)[1]
- Asteriscus pulchellus Valenciennes (MS) in Perrier, 1869[1]
- Asteriscus verruculatus (Bruzelius, 1805)[1]

Asterina gibbosa est une espèce d'étoiles de mer de la famille des Asterinidae, commune à faible profondeur sur les côtes européennes.

## Description
Elle a habituellement cinq bras avec un disque central beaucoup plus grand que les bras. Elle a parfois jusqu'à neuf bras, à la suite d'amputations et repousses chaotiques. On la trouve dans une multitude de couleurs, vert, violet, rouge, orange, jaune et brun, soit marbré ou uni.

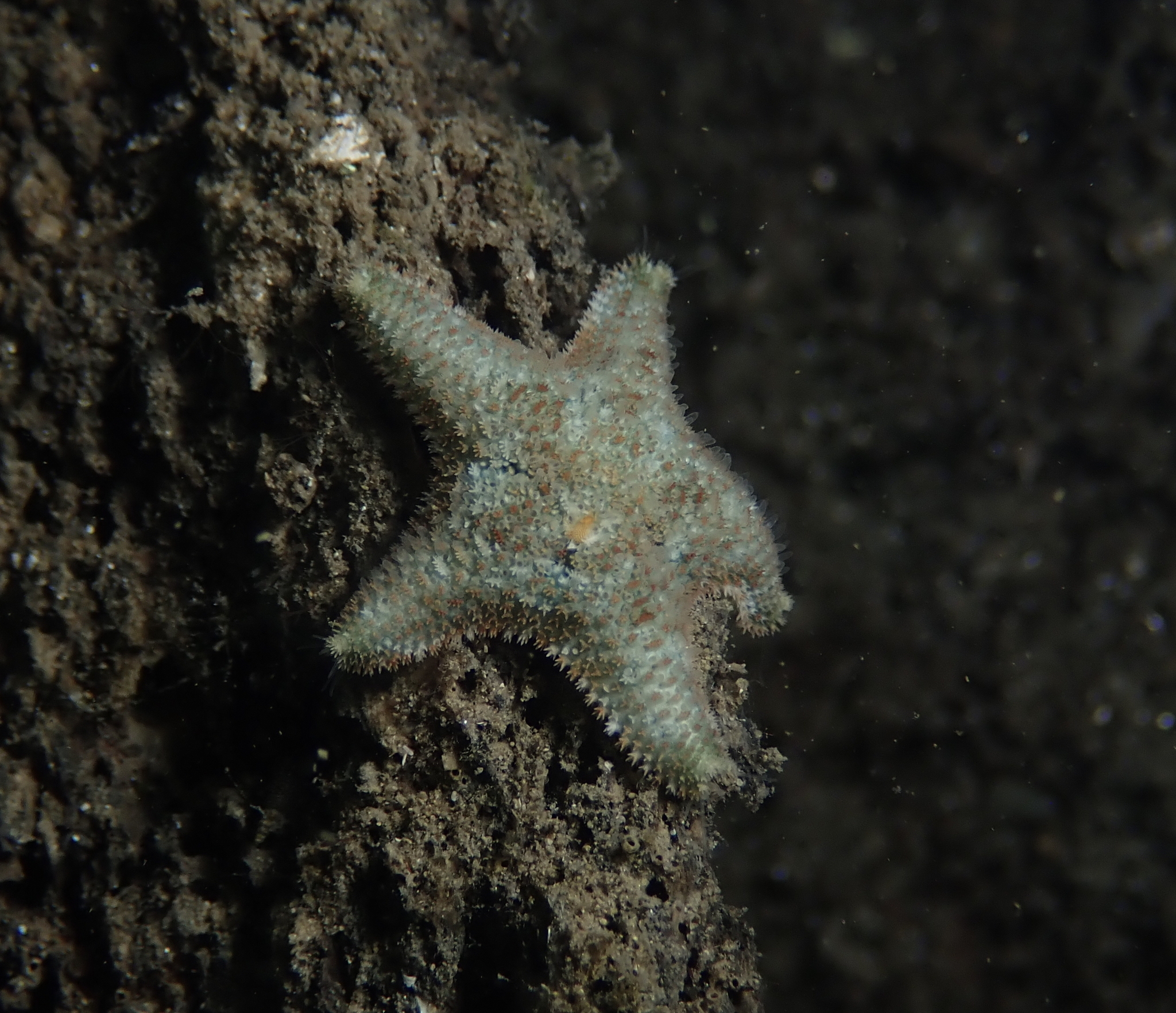
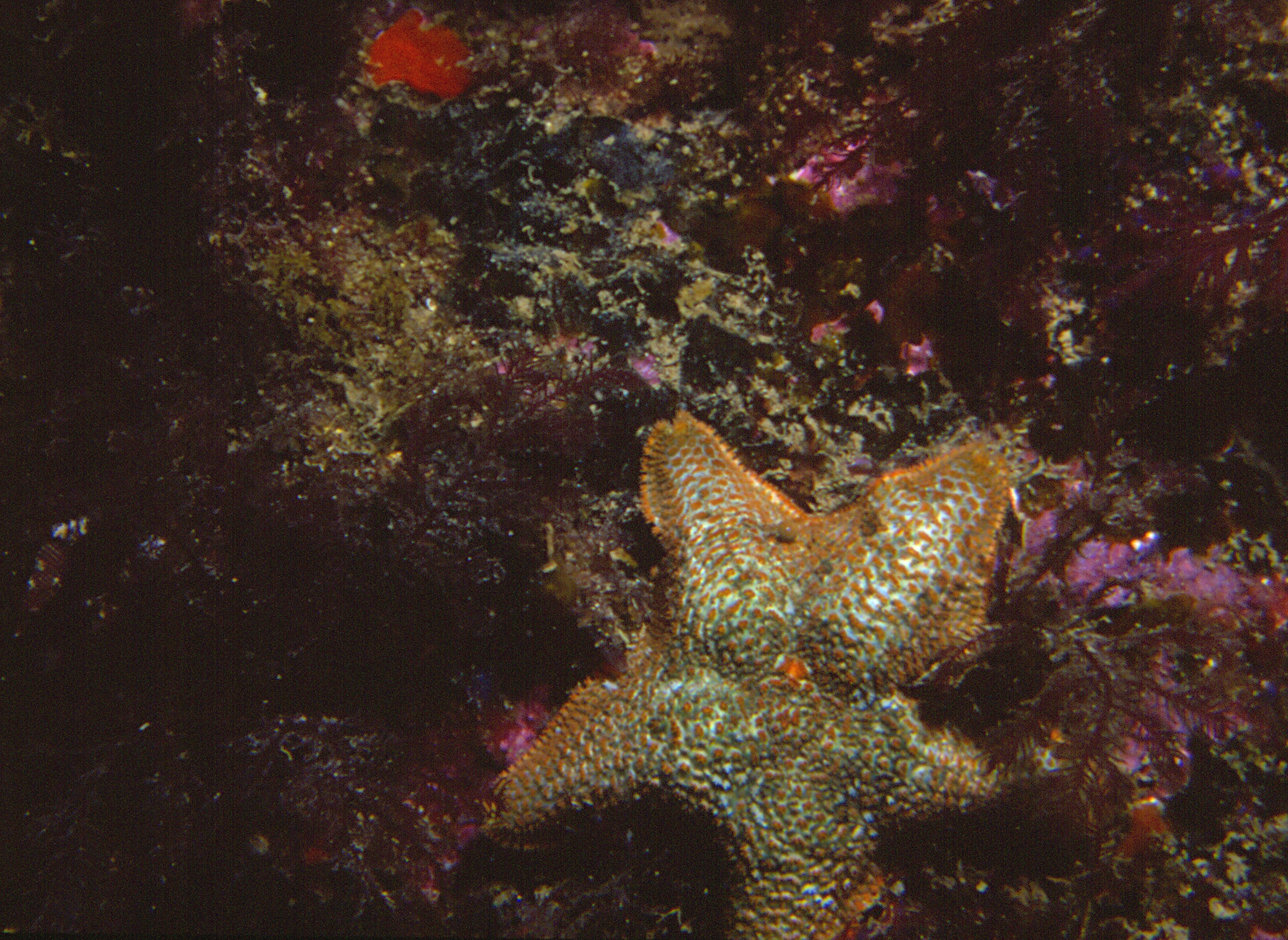
in situ
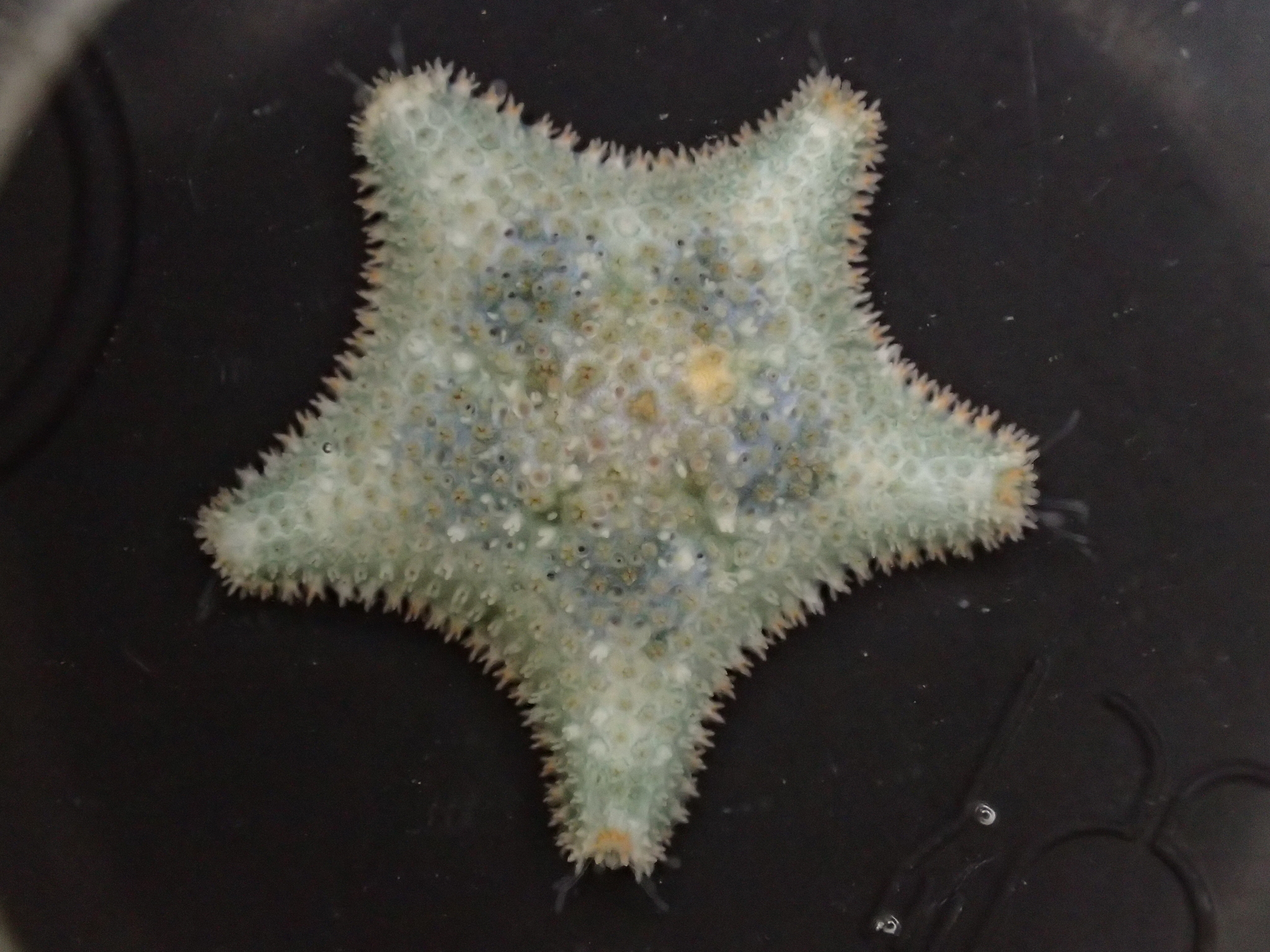
in vitro
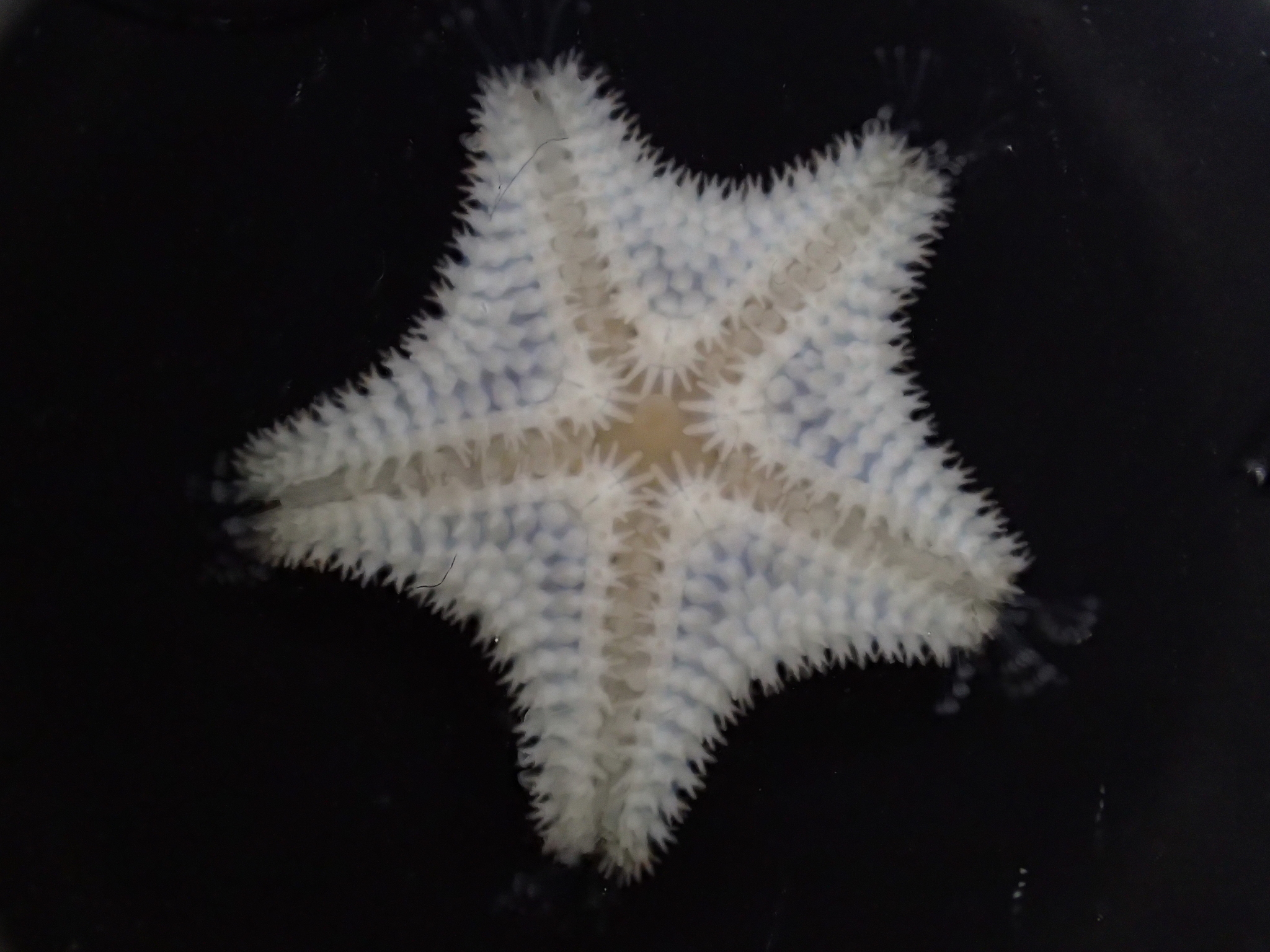
Face orale
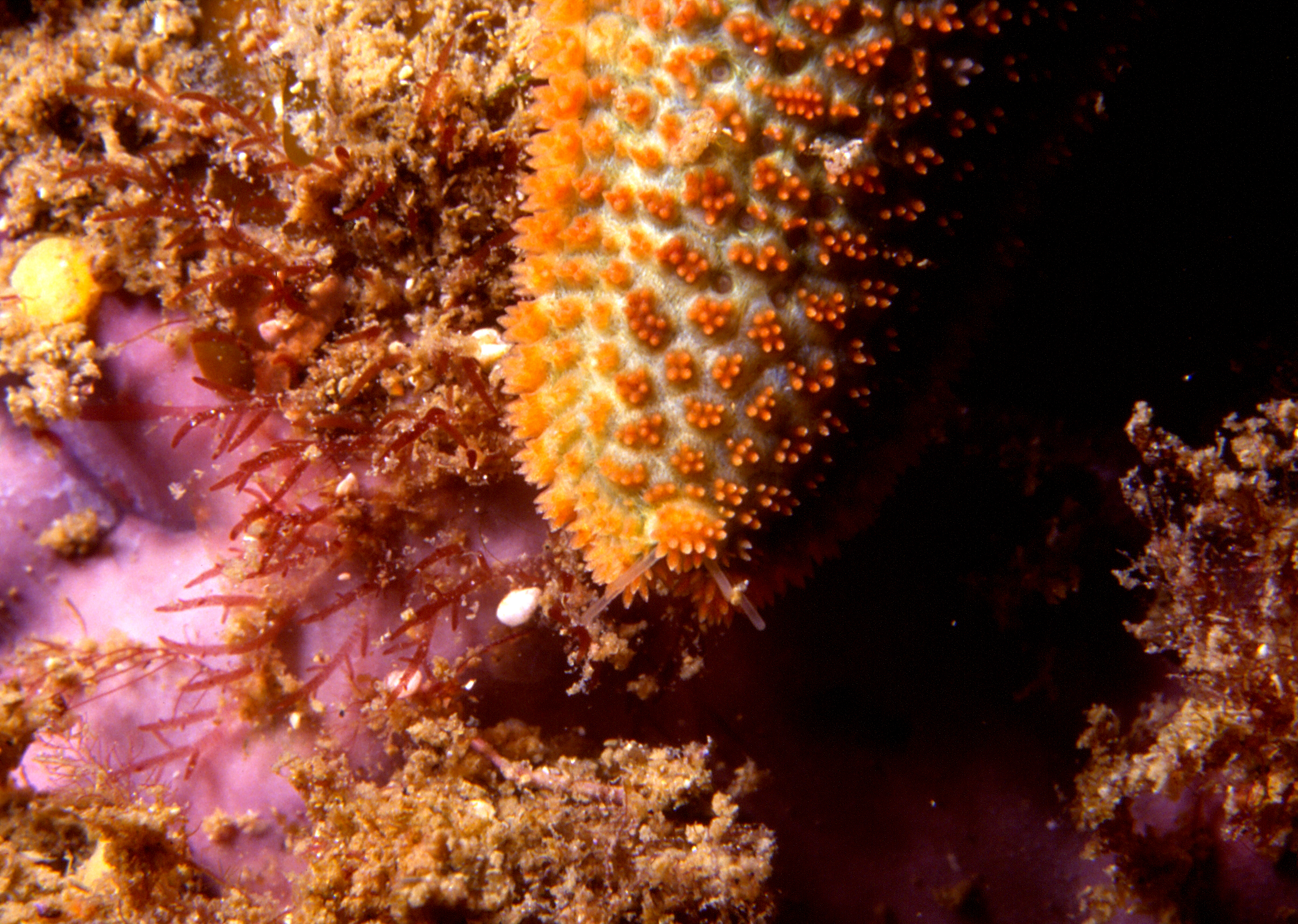
Détail d'un bout de bras, montrant les plaques en touffes d'épines.
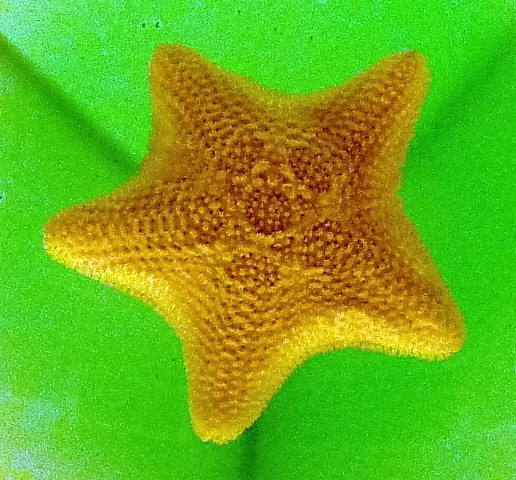
Spécimen séché, montrant le squelette calcaire.

## Habitat et répartition
On la trouve généralement dans la zone intertidale, jusque très près de la surface en Méditerranée. Sa morphologie lui permet de ramper entre les pierres dans les éboulis, et c'est souvent sous les roches qu'on la trouvera pendant la journée, ne s'exposant que la nuit. 
Cette espèce est commune dans toute la Méditerranée et l'Atlantique Nord-Est.